# Museu de Ceràmica Popular
El Museo de Cerámica Popular es un centro monográfico sobre la alfarería ubicado en L'Ametlla de Mar que preserva, estudia y difunde, la alfarería tradicional que se ha fabricado y utilizado en los últimos 200 años en la Península Ibérica . El Museo dispone de un fondo permanente de 6.500 objetos de barro de más 300 centros alfareros representativos de 41 provincias de toda España. La exposición permanente está estructurada en diferentes plantas y cuatro circuitos con un total de 4.500 piezas expuestas. En la planta principal se pueden ver los circuitos dedicados a los “Usos de la cerámica” (relacionados con el agua, el vino, el aceite y la comida...) ya los “Centros alfareros” (muestra el origen de las piezas y marca el estilo de los diferentes territorios alfareros) y “El botijo y sus familias” (que muestra 32 tipologías) En la planta inferior se encuentra el circuito dedicado al “Proceso y técnicas de la cerámica”, con imágenes y materiales que muestran las herramientas y las acciones que intervienen en el proceso de elaboración de la cerámica.
- El de los Centros Alfareros, que muestra el origen de las piezas y marca el estilo de éstas. Reúne a la mayor parte del fondo permanente y sirve para ordenarlo en función de los mil centros documentados.
- El de los Usos, que sirve para entender el rol de la cerámica en la vida y las necesidades de las diferentes sociedades y explicar las formas en relación a los usos: el agua, el vino, el aceite, * El de los Cántaros, que muestra 32 tipologías o familias de esta vasija ibérica tan popular.
- El de las Técnicas y Procesos de fabricación, en un despliegue de 48 metros de imágenes acompañadas de los correspondientes materiales que ilustran los elementos naturales, técnicas, herramientas y acciones que intervienen en la concreción de este objeto-contenedor que es la cerámica.[1]

## Historia
El Museo de cerámica Popular de l'Ametlla de Mar tiene su origen en 1992, con la constitución de la Fundación Privada Martí-Castro, pero no abrió sus puertas hasta el 5 de mayo de 2001. Desde el año 2000 el ayuntamiento de L'Ametlla de Mar forma parte de su Patronato. 

## Exposición permanente
Visitar este museo permite profundizar en el conocimiento de las particularidades de esta artesanía y realizar un seguimiento evolutivo de sus formas, ya que representan unas maneras de vivir y trabajar dentro de los diferentes ámbitos culturales y geográficos donde se han desarrollado a lo largo de la historia.
- El de los Centros Alfareros, que muestra el origen de las piezas y marca el estilo de éstas. Reúne a la mayor parte del fondo permanente y sirve para ordenarlo en función de los mil centros documentados.
- El de los Usos, que sirve para entender el rol de la cerámica en la vida y las necesidades de las diferentes sociedades y explicar las formas en relación a los usos: el agua, el vino, el aceite, * El de los Cántaros, que muestra 32 tipologías o familias de esta vasija ibérica tan popular.
- El de las Técnicas y Procesos de fabricación, en un despliegue de 48 metros de imágenes acompañadas de los correspondientes materiales que ilustran los elementos naturales, técnicas, herramientas y acciones que intervienen en la concreción de este objeto-contenedor que es la cerámica.[1]

Entre las piezas de la colección destaca un quartillo, una vasija de cerámica procedente de Miravet (Ribera de Ebro) para medir líquidos en el antiguo sistema de pesos y medidas correspondiente a la cuarta parte del azumbre y que equivale aproximadamente a 1/4 litro. Esta pieza es un ejemplo de una sociedad distinta a la actual, ya que compartimos sistemas universales y estandarizados de medida.